# الكلب السوفيتي اللغم
الكلب السوفيتي اللغم أو الكلاب المضادة للدبابات أو الكلب-القنبلة، هي فكرة سوفيتية ظهرت خلال الحرب العالمية الثانية، وكانت في البداية وسيلة يائسة لدرء زحف الألمان نحو أراضيهم، حيث حاولوا تدريب الكلاب لوضع القنابل على الدبابات قبل أن تتوجه الدبابات نحو بر الأمان.
هي طريقة سوفياتية استتخدمها السوفيات لتدمير الدبابات الألمانية بانزر وتقي بتجويع الكلاب وتدريبها على البحث عن الطعام أسفل الدبابات وفي ميدان المعركة يقوم الروس بربط هذه الكلاب المدربة سابقا بالمتفجرات التي يمكن التحكم بها عن بعد وما ان تظهر دبابة ألمانية قريبة حتى يطلق الجندي الكلب الذي يتجه أسفل الدبابة ليضغط الجندي على زر الانفجار وتدمر الدبابة
وعندما ثبت مدى صعوبة تدريب الكلاب على ذلك، تم ربض قنابل متفجرة في الكلاب وإطلاقها إلى أرض المعركة، وكان الحزام المربوط بالكلب يحتوي على رافعة صغيرة تتحرك عند نزول الكلب تحت الدبابة أو المدرعة وعندما تضرب الرافعة في جسم الدبابة تنفجر على الفور.
التقارير السوفيتية تقول بأن هذه الكلاب استطاعت تدمير 300 دبابة ألمانية، وسببت المشاكل للجيش النازي، حتى تم إصدار الأوامر باطلاق النار على الكلاب فور رؤيتها وحرقها بقاذفات اللهب. استمر تدريب واستعمال هذه الكلاب حتى عام 1996.